# Francesco Berni
Francesco Berni (Lamporecchio, provincia de Pistoia, 1496 o 1497 - Florencia, 26 de mayo de 1535), poeta burlesco y dramaturgo italiano del Renacimiento, creador de la llamada "poesía bernesca", una variante jocoseria de la sátira.

## Biografía
Su padre fue un notario de antiquísima familia, pero pobre. En muy tierna edad emigró a Florencia para educarse y tomó el hábito eclesiástico; en 1517 marchó a Roma para servir a Bernardo Dovizi, más conocido como cardenal Bibbiena, lejano pariente suyo; allí entró en contacto con el Humanismo de la época; pero el cardenal murió en 1520 y, tras un breve paréntesis en los Abruzzos, volvió a Roma para servir como secretario al futuro obispo de Verona Gian Matteo Giberti, que entonces era datario del pontífice. Allí asistió al Saco de Roma. En 1530 fue nombrado canónigo de la Catedral de Florencia y en 1532 pasó al servicio del cardenal Hipólito de Médici. 
Murió a los 38 o 39 años de edad, asesinado en una oscura intriga cortesana: los cardenales Giovanni Salviati, Niccolò Ridolfi e Hipólito de Médici conspiraban para apartar del gobierno de Florencia al duque Alejandro de Medici; el consejero y aliado de éste Innocenzo Cybo, en complicidad con la marquesa de Massa Ricciarda Malaspina, proyectó que Berni se valiera de la confianza que tenía entre los principales personajes de la corte florentina para envenenar a Salviati sin despertar sospechas, y ante la negativa de éste, lo mandó envenenar. Fue sepultado precipitadamente en la fosa común reservada a los canónigos en la iglesia de Santa María del Fiore.

## Obras
Escribió una farsa teatral ambientada en el mundo campesino, Catrina, pero sobresalió en el género burlesco con una parodia del Orlando inamorato de Mateo Boyardo (1541). Fueron famosos sus libertinos sonetos, que parecen inocentes pero encubren con velado lenguaje sus aventuras homosexuales, de suerte que, una vez descifrados, resultan ser muy obscenos; sin embargo, es recordado, sobre todo, por la creación de un particular estilo burlesco, la llamada poesía bernesca, y un subgénero poético particular que se ha denominado elogio paradójico (por ejemplo, su soneto dedicado a una pulga, inspirado en el Culex de Virgilio) que en realidad proviene de la tradición de enseñanza retórica. Otras obras burlescas suyas son los Capitoli (1537).
- La Catrina, 1516, farsa rústica.
- Dialogo contra i poeti 1526.
- Capitoli, 1537.
- Rime Burlesche, Venecia, 1538.
- Opere burlesche, 1555.
- Orlando innamorato, poema heroico cómico en el que rehace el Orlando inamorato de Mateo Boyardo, Venecia, 1541.
- Poesías latinas, Florencia, 1562.